# Sistels
Sistels település Franciaországban, Tarn-et-Garonne megyében. Lakosainak száma 206 fő (2022. január 1.). Sistels Flamarens, Gimbrède, Miradoux, Saint-Antoine, Donzac, Dunes és Saint-Cirice községekkel határos.

## Népesség
A település népessége az elmúlt években az alábbi módon változott:
| Lakosok száma | 211  | 214  | 217  | 211  | 209  | 207  | 205  | 203  | 206  |
|               | 2013 | 2015 | 2016 | 2017 | 2018 | 2019 | 2020 | 2021 | 2022 |